# Longano
Longano est une commune italienne de la province d'Isernia dans la région Molise en Italie.

## Administration
| Période                                  | Période | Identité | Étiquette | Qualité |
| ---------------------------------------- | ------- | -------- | --------- | ------- |
|                                          |         |          |           |         |
| Les données manquantes sont à compléter. |         |          |           |         |

### Communes limitrophes
Castelpizzuto, Gallo Matese, Isernia, Monteroduni, Pettoranello del Molise, Roccamandolfi, Sant'Agapito